# Дёмин, Вадим Петрович
Вади́м Петро́вич Дёмин  (род. 24 марта 1935) — советский и российский искусствовед, доктор искусствоведения (1985), профессор, академик Российской академии образования (избран 19 ноября 2010 года), академик-секретарь Отделения образования и культуры РАО. Заслуженный деятель искусств Российской Федерации (2005).

## Биография
Вадим Петрович Дёмин родился 24 марта 1935 года на Урале в семье работника культуры, мать работала бухгалтером.
В 1952 году после окончания средней школы и был принят на работу в Краснокамский городской драматический театр (Пермская область).
В 1954 году поступил на режиссёрский факультет Государственного института театрального искусства (ГИТИС) в Москве. В 1960 году защитил диплом, получив квалификацию «режиссёр драматического театра». Работал режиссёром в городах Свердловск и Псков.
В 1965 году поступил в аспирантуру на кафедру режиссуры ГИТИСа, по окончании которой в 1968 году был назначен проректором по учебной и научной работе в Хабаровский институт культуры. За время работы в Хабаровске (1968—1975 гг.) защитил кандидатскую диссертацию по театральной педагогике, поставил на сцене хабаровских театров 5 спектаклей, в 1973 году стал ректором института.
В 1975 году был переведен на работу в Москву, в Министерство культуры РСФСР, затем стал ректором ГИТИСа, начальником управления театров Министерства культуры СССР, заместителем Министра культуры РФ, ректором Академии переподготовки кадров культуры и искусства. В 1984 году защитил докторскую диссертацию "Формирование личности режиссера драматического театра".
В последние годы работает в Российской академии образования (РАО), возглавляет как академик-секретарь Отделение образования и культуры.
Научная деятельность В. П. Дёмина направлена на изучение состояния и перспектив развития художественного образования в РФ.
Женат, имеет троих сыновей: Кирилл (1966—2011) — актёр Малого театра России, заслуженный артист РФ, Родион (род. 1971) и Денис (род. 1973).

## Награды и звания
- Заслуженный деятель искусств Российской Федерации (2005) и Республики Северная Осетия (Алания)
- Орден Почёта (1995), Золотая медаль РАО
- Благодарность Министра культуры и массовых коммуникаций Российской Федерации (24 марта 2005 года) — за многолетний плодотворный труд и в связи с 70-летием со дня рождения[2]